# Битва при П'яве
Битва при П'яве (15—23 червня 1918) — битва між італійськими й австро-угорськими військами біля річки П'яве під час Першої світової війни.

## Хід битви
Навесні 1918 німецькі війська почали рішучий наступ у Фландрії й Пікардії (Західний фронт). Щоб «скувати» якомога більше військ Антанти на Італійському фронті, Німеччина зажадала від свого союзника Австро-Угорщини провести великий наступ біля річки П'яве. Австро-угорське командування було впевнене в успіху, проте італійській розвідці стали відомі плани противника.
Уранці 15 червня після потужної артилерійської підготовки австрійці перейшли в наступ і на деяких ділянках фронту домоглися успіху. Проте італійці, на відміну від битви під Капоретто, чинили рішучий опір. Усе ж австро-угорським військам вдалося захопити декілька плацдармів, проте розширити їх вони не змогли. Скупченість австрійських військ на обмежених плацдармах, утруднення з постачанням через розлив ріки від паводка та контратаки італійців у наступні дні локалізували австрійські успіхи на П'яве. 23 червня австрійське командування віддало наказ відійти на колишні позиції, наступ австро-угорських військ виявився безрезультатним.